# Fernando de Castilla (1153-1157)
Fernando de Castilla (1153 - Toledo, 1157) fue un Infante de Castilla. Hijo de Alfonso VII el Emperador, rey de Castilla y León, y de la reina Riquilda de Polonia, hija de Vladislao II el Desterrado, Gran Duque de Polonia. 

## Orígenes familiares
Era hijo de Alfonso VII de León, y de la reina Riquilda de Polonia. Por parte paterna eran sus abuelos la reina Urraca I de León, hija de Alfonso VI de León, y el conde Raimundo de Borgoña. Por parte materna eran sus abuelos Vladislao II el Desterrado, Gran Duque de Polonia y su esposa Inés de Babenberg, hija del margrave de Austria Leopoldo III.
Fue hermano de Sancha de Castilla, que contrajo matrimonio con Alfonso II de Aragón. Fueron sus hermanastros los reyes Fernando II de León y Sancho III de Castilla, nacidos del primer matrimonio de Alfonso VII el Emperador con la reina Berenguela de Barcelona.

## Biografía
El infante Fernando nació en el año 1153, siendo el primogénito de los hijos habidos entre Alfonso VII el Emperador y su segunda esposa, Riquilda de Polonia.
Falleció en la ciudad de Toledo, según consta en el epitafio colocado en su sepultura, en el año 1157, año de la defunción de su padre el rey, a la edad de cuatro años.

## Sepultura
Después de su defunción en la ciudad de Toledo, el cadáver del infante Fernando de Castilla recibió sepultura en el convento de San Clemente de Toledo, de religiosas cistercienses, que había sido fundado por Alfonso VII el Emperador, quien donó para ello uno de sus palacios en la ciudad.
Los restos del infante Fernando de Castilla yacen en un sepulcro, colocado a modo de hornacina en el lado del Evangelio del presbiterio de la iglesia del Monasterio. La urna sepulcral es moderna y sobre ella se encuentra una pequeña estatua que representa al infante Fernando, estando colocada bajo ella una inscripción, que sustituyó a otra anterior, en la que aparece el siguiente epitafio con su traducción al castellano.

"HIC JACET ILLMUS. DOMINUS INFANS FERDINANDUS, ILDEFONSI IMPERATORIS FILIUS, INMATURA MORTI TOLETI INTERCEPTUS. CUM INJURIA TEMPORUM AB HOC LOCO MOTUS, IN INTERIORE CAPITULO CONDITUS ESSET, PER PHILIPPUM SECUNDUM HISPANIARUM REGEM CATHOLICUM IN MAXIMO CLERI TOTIUSQUE POPULI TOLETANI FREQUENTIA, SEPULCHRO QUOD OLIM PATER DEDERAT RESTITUTUS EST: ANNO MILLESIMO QUINGENTESIMO SEPTUAGESIMO."
"Aquí yace el ilustrísimo infante Don Fernando, hijo de Don Alfonso el Emperador, fallecido prematuramente en Toledo. Habiendo sido trasladado desde este sitio a la clausura conventual, fue devuelto por Felipe II, rey católico de España, ante gran concurso del clero y pueblo de Toledo al sepulcro que le otorgara su padre. Año de 1570."